# إسكابي
إن إسكابي عبارة عن اختصار يتألف من الأسماء العلمية لستة أمراض بكتيرية شديدة الخطورة ومقاومة للمضادات الحيوية، التي هي معوية برازية، مكورة عنقودية ذهبية، والكلبسيلة الرئوية، وراكدة بومانية، وزائفة زنجارية، والأمعائية. يمكن لهذه المجموعة من البكتيريا ذات الجرام الإيجابية والبكتيريا ذات الجرام السلبية التهرب منها أو «الهروب» عادة ما تستخدم المضادات الحيوية بسبب تزايد مقاومة متعددة الأدوية (MDR). ونتيجة لذلك ، في جميع أنحاء العالم هم من الأسباب الرئيسية التي تهدد الحياة المستشفيات أو العدوى المكتسبة من المستشفيات في المناعة و المرضى الذين هم الأكثر عرضة للخطر. الزائفة الزنجارية و S. المذهبة هي بعض من أكثر مسببات الأمراض في كل مكان في الأغشية الحيوية الموجودة في مجال الرعاية الصحية. aeruginosa هي بكتيريا جرثومة سالبة، على شكل قضبان، موجودة عادة في النباتات الأمعاء والتربة والماء التي يمكن نشرها بشكل مباشر أو غير مباشر للمرضى في بيئة الرعاية الصحية. ويمكن أيضاً انتشار العامل المسبب للمرض في مواقع أخرى من خلال التلوث، بما في ذلك الأسطح والمعدات واليدين. ويمكن أن يتسبب مسبب المرض الانتهازي في إصابة المرضى في المستشفيات بعدوى في الرئتين كالتهاب رئوي، ودم، وسالك البول، وفي مناطق أخرى من الجسم بعد الجراحة. S. آيروس هي جرثومة موجبة الجرام, تأتي على شكل مجموعات ، وتتكيف على الجلد والأنف للعديد من الأفراد الأصحاء. قد تتسبب البكتيريا في إصابات الجلد والعظم، والالتهاب الرئوي، وأنواع أخرى من الإصابات الخطيرة المحتملة إذا تم إدخالها عبر الجسم. كما اكتسب س. أوروس مقاومة للعديد من علاجات المضادات الحيوية، الأمر الذي جعل الشفاء صعبا. وبسبب الضغوط والعوامل الانتقائية الطبيعية وغير الطبيعية، تنشأ عادة مقاومة المضادات الحيوية في البكتيريا من خلال الطفرة الجينية أو اكتساب جينات مقاومة للمضادات الحيوية (ARGs) من خلال نقل الجينات الأفقي - عملية تبادل وراثية يمكن من خلالها انتشار مقاومة المضادات الحيوية..
ومن بين الأسباب الرئيسية وراء ارتفاع معدلات انتقاء المضادات الحيوية المقاومة للعلاجات المقاومة للعلاجات (ABR) والمضادات المقاومة للعلاجات التي أدت إلى ظهور بكتيريا إسكابي ، ذلك أن الإفراط في استخدام المضادات الحيوية ليس فقط في الرعاية الصحية، بل وأيضاً في قطاع الحيوان والقطاع الزراعي.  وهناك عوامل رئيسية أخرى ترجع إلى سوء الاستخدام وعدم الالتزام الكافي بإرشادات العلاج في استهلاك المضادات الحيوية واستخدامها.  وبسبب هذه العوامل، أصبح عدد العلاجات بمضادات حيوية أقل في الوقت الحالي فعّالاً في استئصال الالتهابات البكتيرية المقاومة للعقاقير، في حين لم يعد هناك في الوقت نفسه مضادات حيوية جديدة تنشأ بسبب الافتقار إلى التمويل. وتشكل هذه الكائنات المسببة للمرض الناجمة عن مرض إسكابي ، جنباً إلى جنب مع البكتيريا المقاومة للمضادات الحيوية، تهديداً عالمياً للصحة تم علاجها من منظور الصحة الواحدة أكثر شمولية . 

## الانتشار
ومن منظور عالمي، فإن ظهور البكتريا المقاومة للعقاقير المتعددة مسؤول عن نحو 15. 5% من حالات العدوى المكتسبة في المستشفيات، وهناك حالياً نحو 0.7 من حالات الوفاة   وعلى وجه التحديد، فإن مسببات مرض إسكابي الانتهازية تتفق مع أعلى معدلات خطر الوفاة والتي تشكل الغالبية العظمى من حالات عزلها سلالات المقاومة للعقاقير المتعددة.  وهناك مسببان للمرض ضمن مجموعة ESKAPE، وهما البكتريا المقاومة للمضادات الحيوية كاربينيم Acinetobactereacteriaceae المقاومة للأكبابيرايد وكاربابينيم، وهما الآن في أعلى خمسة من البكتيريا المقاومة للمضادات الحيوية على قائمة التهديدات العاجلة لعام 2019 لدى مركز السيطرة على الأمراض (CDC)، أما الكائنات المسببة للمرض الأربعة الأخرى التي تشكل المجموعة فهي على قائمة التهديدات الخطيرة.  وبالإضافة إلى ذلك، أنشأت منظمة الصحة العالمية قائمة بمسببات الأمراض ذات الأولوية العالمية من بكتيريا ABR بهدف إعطاء الأولوية للبحوث وخلق علاجات جديدة فعّالة للمضادات الحيوية.  ويصنف PPL العالمي الكائنات المسببة للمرض إلى ثلاث فئات، حرجة، وعالية، ومتوسطة، ويحتوي على 4 من الكائنات المسببة للمرض من مجموعة إسكابي في قائمة الأولويات الحرجة، فضلاً عن الكائنات المسببة للمرض التي تشكل المجموعة التي تتألف منها قائمة الأولويات القصوى.

## الخصائص
وتتمايز مسببات الأمراض ESKAPE عن مسببات الأمراض الأخرى بسبب مقاومتها المتزايدة للمضادات الحيوية شائعة الاستخدام مثل بنسلين وفانكوميسين وكاربابينيم وغيرها . وهذه المقاومة المتزايدة، مقترنة بالأهمية السريرية لهذه البكتيريا في المجال الطبي، تؤدي إلى ضرورة فهم آليات مقاومتها ومكافحتها بمضادات حيوية جديدة . ومن بين الآليات الشائعة للمقاومة إنتاج الإنزيمات التي تهاجم بنية المضادات الحيوية (على سبيل المثال، المضادات الحيوية بيتا لاكتاماز)، وتعديل الموقع المستهدف الذي يستهدف المضادات الحيوية بحيث لا يمكن ربطها بشكل صحيح، ومضخات التدفق، وغشاء حيوي رقيقإ .  مضخات التدفق السائلة هي سمة من سمات غشاء البكتيريا سلبية الغرام التي تسمح لها باستمرار ضخ المواد الأجنبية، بما في ذلك المضادات الحيوية، بحيث لا يحتوي داخل الخلية على تركيز كاف من الدواء للحصول على تأثير. إن السيفلين الحيوي عبارة عن مزيج من المجتمعات الميكروبية المتنوعة والبوليمرات التي تحمي البكتيريا من العلاج بالمضادات الحيوية من خلال العمل كحاجز مادي.

## التهديدات السريرية
وبسبب مقاومتها الشديدة للمضادات الحيوية المستخدمة بشكل متكرر، فإن هذه الكائنات المسببة للمرض تفرض تهديداً إضافياً على سلامة عامة السكان، وخاصة أولئك الذين يتفاعلون بشكل متكرر مع بيئات المستشفيات، لأنهم الأكثر شيوعاً يساهمون في العدوى المكتسبة من المستشفيات . وتتفاوت مقاومة مضادات الميكروبات المتزايدة لهذه الكائنات المسببة للمرض، ولكنها تنشأ لأسباب مماثلة. يرجع أحد الأسباب الشائعة لمقاومة المضادات الحيوية إلى الجرعات غير الصحيحة. وعندما يوصف جرعة دون علاجية، أو يختار المريض استخدام قدر أقل من المضادات الحيوية الموصوفة له، فإن البكتيريا تعطى الفرصة للتكيف مع العلاج. عند تناول جرعات أقل، أو عند عدم اكتمال دورة من المضادات الحيوية، فإن سلالات معينة من البكتريا تعمل على تطوير سلالات مقاومة للعقاقير من خلال عملية الانتقاء الطبيعي.  ويرجع هذا إلى الطفرات الجينية العشوائية التي تحدث باستمرار في العديد من أشكال الكائنات الحية، والبكتيريا والبشر. إن الانتقاء الطبيعي يدعم استمرار إجهادات البكتيريا التي طورت طفرة معينة تسمح لها بالبقاء على قيد الحياة. وبعض السلالات قادرة أيضاً على المشاركة في عملية نقل الجينات الأفقية بين السلالات، الأمر الذي يسمح لها نقل الجينات الأفقي من أحد العوامل المسببة للمرض إلى آخر. وقد يكون هذا الأمر مثيراً للمشاكل بشكل خاص في حالات العدوى الأنفية، حيث تتعرض البكتيريا باستمرار للمضادات الحيوية، وحيث يستفيد المنتفعون من المقاومة نتيجة للطفرات الجينية العشوائية يمكنهم مشاركة هذه المقاومة مع البكتيريا في المنطقة التي لم تتطور بعد هذه المقاومة بمفردها.

## الملامح البكتيرية

### المعوية البرازية
المعوية البرازية هي بكتيريا إيجابية الغرام تميل إلى التشكل على شكل أزواج أو سلاسل، وعادة ما تكون مشتركة في HAI في المرضى الذين يعانون من نقص المناعة. وهي غالباً ما تعرض مقاومة لمضادات بيتا-لاكتام بما في ذلك البنسلين ومضادات حيوية أخرى في المنتجع الأخير.  كما حدث ارتفاع في سلالات الترفيه المقاومة للفتانوكوميسين (VRE)، بما في ذلك زيادة مقاومة الفيتسيوم للفانكوميسين، وخاصة الفانكوميسين (vancomycin-A). والواقع أن هذه السلالات المقاومة للريالات تظهر قدرة عميقة على تطوير مقاومتها ومشاركتها من خلال نقل الجينات الأفقي، فضلاً عن شفرة لعوامل خبيثة تتحكم في الأنماط الظاهرية. وتتراوح هذه الأنماط الظاهرية الخبيثة بين بيوفيليمز الأكثر سمكاً إلى السماح بها النمو في مجموعة متنوعة من البيئات بما في ذلك الأجهزة الطبية مثل القسطرة البولية وصمامات القلب الصناعية داخل الجسم.  تعمل بيوفيليمز الأكثر سمكًا «كدرع ميكانيكي وكيميائي حيوي» الذي يحمي الجراثيم من المضادّ للجراثيم و ال أكثر آلية حماية فعّالة أنّ يتلقّى جراثيم ضدّ معالجة. 

### المكورة العنقودية الذهبية
المكورة العنقودية الذهبية هي بكتيريا مستدير إيجابية ، والتي عادة ما يتم العثور عليها كجزء من جرثومة الجلد البشري، وهي ليست ضارة في البشر مع أنظمة المناعة غير المحصّنة في هذه البيئات.ومع ذلك ، فإن اوروس لديه القدرة على التسبب في العدوى عندما يدخل أجزاء من الجسم الذي لا عادة ما يعيش ، مثل الجروح. يستطيع أيضا سبّبت تلوثات على يزرع أجهزة طبيّة وشكل [بيوفيلد] أنّ يجعل معالجة مع مضادّ للجراثيم الأكثر تعقيدا .  بالإضافة إلى ذلك، فإن حوالي 25 ٪ من سلالات S. aureus تفرز عقار TSST-1 exotoxin المسؤول عن متلازمة الصدمة السامة. تتضمن الميثيسيلين المقاوم للأيروسا، أو مقاومة للميثيسيلين، سلالات مختلفة عن سلالات S. aureus الأخرى في حقيقة أنها سلالة متطورة عن مضادات بيتا-لاكتام . كما يعبر البعض عن إكسوتاكسين معروف بأنه يتسبب في «التهاب رئوي نزفي نخر» في أولئك الذين يعانون من العدوى. فانكوميسين والمضادات الحيوية المماثلة هي عادة أول الخيارات لعلاج الالتهابات، ولكن من هذا الفانكوميسين المقاومة S. aureus ، أو VRSA (فيزا لأولئك الذين لديهم مقاومة متوسطة) وقد ظهرت السلالات.

### الكلبسيلة الرئوية
كلبسيلة رئوية هي بكتيريا مسببة للالتهاب الرئوي تأتي على شكل قضيب سالب، وهي بارعة بشكل خاص في قبول جينات المقاومة في نقل الجينات الأفقي. هو عادة أيضا مقاومة إلى [فغوست] معالجة واجبة إلى ه سميكة [بيوفيلم] مع التصاق قوّيّة إلى خلايا مجاورة  وقد طورت بعض السلالات أيضا بيتا لاكتاماز التي تسمح لهم بأن يكونوا مقاومين للعديد من المضادات الحيوية شائعة الاستخدام، بما في ذلك كاربابينيم، والتي أدت إلى خلق caremenem المقاوم ل K. Pnotoniae )(CRKP، والتي لا يوجد لها سوى القليل من المضادات الحيوية في التنمية التي يمكن أن تعالج العدوى.

### الراكدة البومانية
راكدة بومانية هو الأكثر شيوعاً في المستشفيات، والتي ساهمت بتطوير مضادات الميكروبات المعروفة . تتطور بكتيريا سلبية الغرام في عدد من البيئات غير المواتية بسبب سهولة تكيفها مع مجموعة متنوعة من درجات الحرارة، ومستوى أس هيدروجيني، ومستويات المغذيات، فضلاً عن البيئات الجافة.  إن الجوانب السلبية للغرام من سطح غشاء أ. باوماني، بما في ذلك مضخة الطمي والغشاء الخارجي، توفر له نطاقًا أوسع من مقاومة المضادات الحيوية. بالإضافة إلى ذلك، فإن بعض سلالات أ. باوماني التي تمثل مشكلة قد تكون قادرة على الحصول على عائلات مضخات النفايات السائلة من أنواع أخرى، وأول هذه السلالات عادةً ما تقوم بتطوير أنواع جديدة من لاكتاماز بيتا لتحسين مقاومة بلكتام-باتا.

### الزائفة الزنجارية
إن بكتيريا زائفة زنجارية، التي تتخذ شكل قضبان سلبية، هي حلل هيدروكربوني في كل مكان قادر على البقاء في البيئات القاسية وكذلك في التربة والعديد من البيئات الأكثر شيوعاً. بسبب هذا التنوع، فإنه يبقى جيدا جدا في رئتي المرضى الذين يعانون من التليف الكيسي في مرحلة متأخرة (CF).  وهو يستفيد أيضاً من نفس عوامل المقاومة السلبية الجرام المذكورة سابقاً مثل أ. باوماني. كما توجد طعرات من P. aeurginosa مع مضخات طفيلية مفصلية تجعل العثور على مضاد حيوي فعال أو منظف صعب للغاية. وهناك أيضاً بعض سلالات P. aeruginosa المقاومة للعقاقير المتعددة التي تعبر بايتسا اللاكتاماسيس إلى جانب مضخات الفطريات المفصلية التي يمكن أن تجعل العلاج صعباً بشكل خاص.

### الأمعائيات
تشمل البكتيريا المعوية مجموعة من أنواع البكتيريا المسببة للغرم السلبية والتي على شكل قضيب (bacillus). بعض السلالات تسبب المسالك البولية (UTI) والتهابات الدم وهي مقاومة لعلاجات متعددة للعقاقير، مما يضع السكان في حاجة ماسة لتطوير علاجات جديدة وفعالة للمضادات الحيوية  والكوليستين والتيجيكسيلين هما اثنان من المضادات الحيوية الوحيدة المستخدمة حالياً للعلاج، ويبدو أنه لا توجد مضادات حيوية أخرى قابلة للاستمرار في التنمية.  في بعض الأنواع ، لوحظ زيادة بمقدار يتراوح بين 5 و 300 ضعف في الحد الأدنى من التركيز المثبط عند التعرض لعدة تركيزات متزايدة تدريجيًا من كلوريد البنزين (BAC)  كما أظهرت بكتيريا أخرى سلبية من الجرام (بما في ذلك إنترباكتر، ولكن أيضاً أكينتوباكتر، وبسيودوموناس، وكلبسيلا، وغير ذلك) قدرة مماثلة على التكيف مع BAC المطهر.

## مشكلة صحية واحدة
إن مسببات الأمراض التي تصيب مرض إسكابي والبكتيريا المسببة له هي بشكل عام تهديد صحي عالمي مترابط ومشكلة صحية واحدة واضحة، مما يعني أنها يمكن أن تنتشر بين القطاعات البيئية والحيوانية والبشرية وأن تؤثر عليها  إن مكافحة مسببات الأمراض الناجمة عن مرض إسكابيوالتي تتسم بدرجة عالية من المقاومة والانتهازية تتطلب اتباع نهج صحي واحد، باعتبارها واحدة من أكبر التحديات الصحية العالمية.  الصحة هي نهج متعدد التخصصات ينطوي على معالجة النتائج الصحية من منظور متعدد الجوانب ومتعدد التخصصات للبشر والحيوانات والبيئة على المستوى المحلي والوطني والعالمي.  إن استخدام هذا الإطار والعقلية يشكل أهمية حاسمة في مكافحة ومنع انتشار وتطور مسببات الأمراض إسكابي (بما في ذلك الأمراض المعدية التي تتسبب في الأمراض المعدية التي تتسبب فيها الأمراض المعدية والذهنية)، وفي الوقت نفسه معالجة العوامل الاجتماعية الاقتصادية المرتبطة بها، مثل نقص المرافق الصحية.